# Abzhakva
Abzhakva (en georgiano: აბჟაყვა; en abjasio: Абжьаҟәа, romanizado: medio Sujumi) es una aldea que pertenece a la parcialmente reconocida República de Abjasia, parte del distrito de Sujumi, aunque de iure pertenece al municipio de Sojumi de la República Autónoma de Abjasia de Georgia.

## Geografía
Abzhakva se encuentra a orillas del río Besleti, a 4 km de Sujumi. La aldea se administra desde el pueblo de Besleti.   

## Historia
En los años 40 del siglo XX se encontraron monedas de plata del siglo XV del Imperio de Trebisonda, que fueron entregadas al Museo de Costumbres Locales de Sujumi. Los armenios llegaron de los pueblos de los alrededores en 1947.

## Demografía
La evolución demográfica de Abzhakva entre 1959 y 1989 fue la siguiente:
| 665                                                 | 1347 |
| (Fuente: Population of Abkhazia since Soviet times) |      |

Antes de la guerra de Abjasia, la mayoría de la población local eran georgianos.

## Economía
Los residentes se dedican a la producción de tabaco, maíz, fruticultura, avicultura y lechería. 

## Infraestructura

### Arquitectura, monumentos y lugares de interés
Ningún pueblo de Abjasia tiene tantos monumentos históricos como Abzhakva. Aquí se encuentra el puente de Besleti, construido por venecianos en el siglo XII. 
En la ladera sur del monte Gvarda, la iglesia catedral de tamaño mediano llama la atención por su magnífica estructura, la mitad de la cual fue demolida en los años 90 del siglo XIX para construir una nueva iglesia en Abzhakva. Al norte de las ruinas de la cámara, los arqueólogos descubrieron las ruinas de un edificio de varias habitaciones. 

### Educación
Abzhakva tenía una escuela secundaria georgiana y una biblioteca.